# Chloroclystis ambundata
Chloroclystis ambundata är en fjärilsart som beskrevs av Louis Beethoven Prout 1929. Chloroclystis ambundata ingår i släktet Chloroclystis och familjen mätare. Inga underarter finns listade i Catalogue of Life.